# J. F. Powers
James Farl Powers (Jacksonville, 8 luglio 1917 – Collegeville, 12 giugno 1999) è stato uno scrittore statunitense.

## Biografia
Nato a Jacksonville, Illinois, l'8 luglio 1917 riceve un'educazione cattolica prima ti trasferirsi a Chicago dove entra i contatto con l'ambiente intellettuale dell'epoca.
Esordisce nella narrativa nel 1947 con la raccolta di racconti Principe delle tenebre, principalmente incentrati sulla vita di sacerdoti e presbiteri, figure che saranno centrali in tutta l'opera dello scrittore.
Nel 1963 il suo primo romanzo, Morte d'Urban, incentrato sulle vicende, tra l'esilarante e l'umoristico, di un parroco americano nell'Illinois degli anni Cinquanta, riceve il National Book Award.
Muore il 12 giugno 1999 a Collegeville, nel Minnesota.

## Opere

### Romanzi
- Morte d'Urban, 1962 
  - Morte di Urban, trad. di Ida Omboni, Collana Supercoralli, Torino, Einaudi, 1964; Milano, Club degli Editori, 1964.
  - Morte d'Urban, trad. di Fabio Pedone, Prefazione di Donna Tartt, Collana Le strade n.549, Roma, Fazi, 2023, ISBN 978-88-932-5874-6.
- Wheat that Springeth Green, 1988

### Racconti
- Principe delle tenebre (Prince of Darkness and Other Stories, 1947), trad. di Letizia Berrini Pajetta, Torino, Einaudi, 1948; Collana Il Bosco n.20, Milano, Mondadori, 1958.
- The Presence of Grace, 1956
- Lions, Harts, Leaping Does, and Other Stories, 1963
- Look How the Fish Live, 1975
- The Old Bird, A Love Story, 1991

### Saggi
- Cross Country. St. Paul, Home of the Saints, 1949.

### Raccolte postume
- The Stories of J. F. Powers, 1999.
- Suitable Accommodations: An Autobiographical Story of Family Life: The Letters of J. F. Powers, 1942-1963, a cura di Katherine A. Powers, 2013.